# ساشا كوفاتشيفيتش
ساشا كوفاتشيفيتش هو لاعب كرة قدم صربي في مركز الهجوم، ولد في 29 مارس 1973 في زمون ‏ في صربيا. شارك مع منتخب صربيا والجبل الأسود لكرة القدم. أما مع النوادي، فقد لعب مع سسكا صوفيا ونادي أوبليتش ونادي ميلوز.

## وصلات خارجية
- ساشا كوفاتشيفيتش على موقع اتحاد تركيا (لاعب) (الإنجليزية)
- ساشا كوفاتشيفيتش على موقع قاعدة بيانات كرة القدم.إي يو (الإنجليزية)
- ساشا كوفاتشيفيتش على موقع ناشيونال فوتبول تيمز (الإنجليزية)
- ساشا كوفاتشيفيتش على موقع عالم كرة القدم.نت (الإنجليزية)